# 観光・スポーツ省
観光・スポーツ省 (かんこう・スポーツしょう、タイ語:กระทรวงการท่องเที่ยวและกีฬา、タイ略称:กกท.、英語：Ministry of Tourism and Sports、英略称：MOTS）は、タイ王国政府の省の一つ。2002年に設置。

## 概要
観光・スポーツ省は、国家の観光とスポーツに対して広範な責任を持ち、観光産業とスポーツの振興を行っている。観光・スポーツ大臣が省の長となる。スポーツイベントがタイで行われるときには、同省大臣が管理、組織に関しての責任を負う。

## 所在地
バンコク ラーマ1世通り　国立競技場 （สนามกีฬาแห่งชาติ ถนนพระรามที่ 1
กรุงเทพมหานคร 10330）

## 部局

### 事務
- 大臣官房
- 次官事務局

### 内部部局
- 体育教育局（กรมพลศึกษา）
- 観光局
- 体育教育研究所（สถาบันการพลศึกษา）

### 地方組織
- 県観光・スポーツ事務所（สำนักงานการท่องเที่ยวและกีฬาจังหวัด）

### 省関連の公共機関・公社
- タイ国スポーツ庁（タイ語版）（การกีฬาแห่งประเทศไทย）
- タイ国政府観光庁

## 関連事項
- 内閣 (タイ)